# Scopula synethes
Scopula synethes là một loài bướm đêm trong họ Geometridae.